# Gmina Damnica
Die Gmina Damnica ist eine Landgemeinde im Powiat Słupski der Woiwodschaft Pommern  in Polen. Ihr Sitz befindet sich im gleichnamigen Dorf Damnica (deutsch Hebrondamnitz, kaschubisch Damnica) mit 1240 Einwohnern (2006). Die Gmina hat eine Fläche von 167,8 Quadratkilometern und etwa 6200 Einwohner.

## Geographie
Die Landgemeinde liegt in Hinterpommern. Die Landschaft ist eine weite Ebene östlich von Słupsk (Stolp) zwischen der Słupia (Stolpe) und der Łupawa (Lupow). Das Flüsschen Charstnica (Karstnitz-Bach) verläuft in Süd-Nord-Richtung durch den Westteil der Gemeinde und mündet bei Damno (Dammen) in die Łupawa, die in gleicher Richtung durch den Ostteil der Gemeinde fließt.
Nachbargemeinden sind: Redzikowo, Główczyce (Glowitz), Potęgowo (Pottangow) und Dębnica Kaszubska (Rathsdamnitz).

## Geschichte
Von 1975 bis 1998 gehörte die Gmina zur Woiwodschaft Słupsk.

## Gliederung

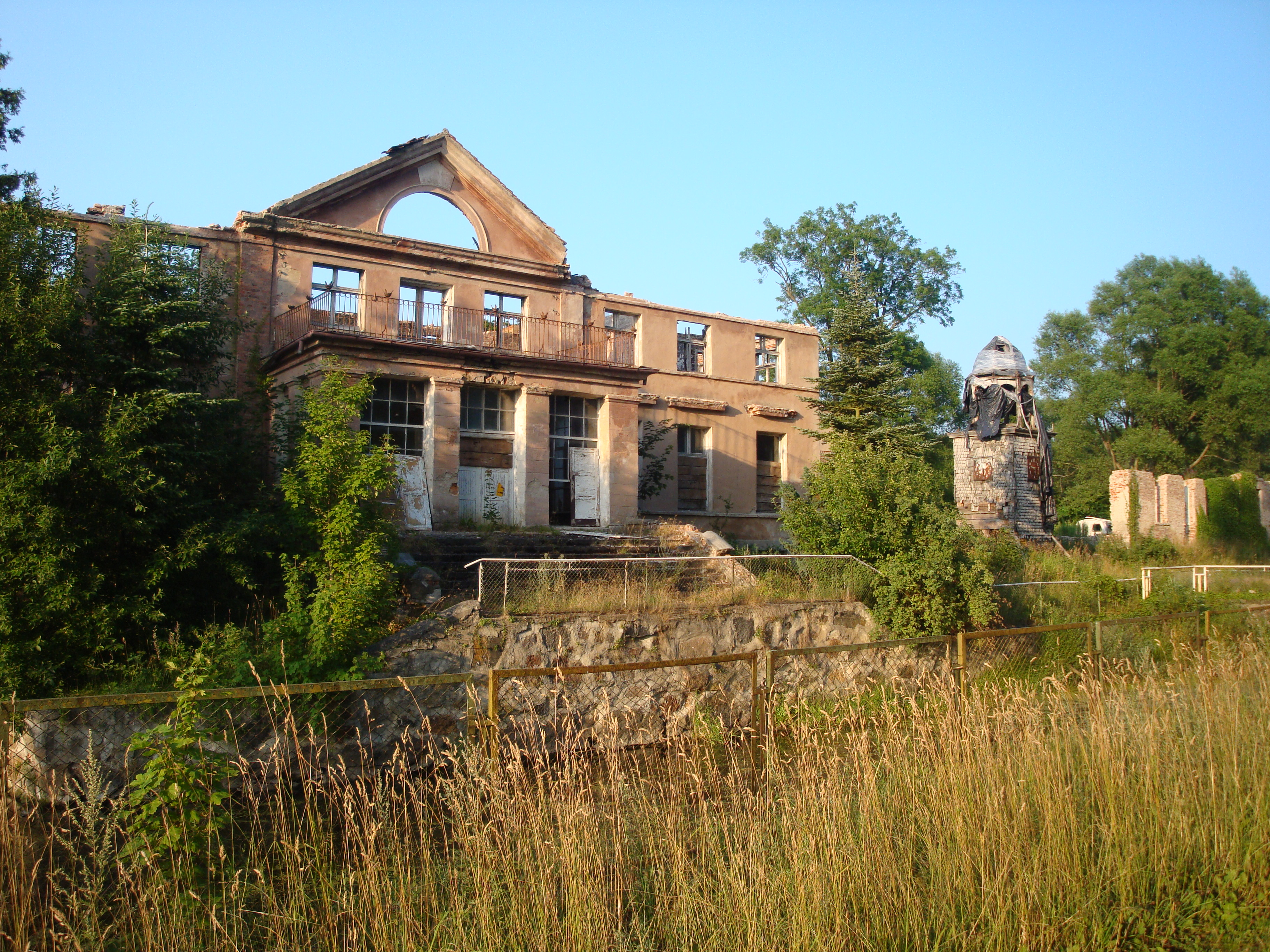
Schlossruine in Karżniczka

Die Landgemeinde Damnica untergliedert sich in 18 Dörfer mit Schulzenämtern, denen 15 weitere Ortschaften zugeordnet sind:
| - Bięcino (Benzin) - Bobrowniki (Bewersdorf) - Budy (Jagdhaus) - Dąbrówka (Damerkow) - Damnica (Hebrondamnitz) - Damno (Dammen) - Domaradz (Dumröse) - Karżniczka (Deutsch Karstnitz, 1938–45 Karstnitz) - Łebień (Labehn) | - Łojewo (Lojow) - Mianowice (Mahnwitz) - Sąborze (Ludwigslust) - Stara Dąbrowa (Alt Damerow) - Strzyżyno (Stresow) - Świecichowo (Schwetzkow) - Świtały (Marienfelde) - Wielogłowy (Vilgelow) - Zagórzyca (Sageritz) |

Auf diese Schulzenämter verteilen sich die Ortschaften: Dębniczka (Damnitzow), Domanice (Friedrichshof),  Głodowo (Gloddow), Jeziorka (Gesorke, 1938–45 Kleinwasser), Łężyca (Grünhof), Mrówczyno (Jägerhof), Paprzyce (Papritzfelde), Skibin (Franzhagen), Wiatrowo (Viatrow, 1938–45 Steinfurt), Wiszno (Vieschen) und Zagórzyczki (Sageritzheide).

## Verkehr
Durch das Gemeindegebiet verläuft die Bahnstrecke Danzig – Stargard mit den Bahnstationen Damnica und Strzyżyno.
Die Landesstraße 6 Danzig – Stettin (auch Europastraße 28) führt durch den Süden des Gemeindegebietes mit den Orten Mianowice und Domaradz.